# Episodi di Capitan Onedin (settima stagione)
La settima stagione della serie televisiva Capitan Onedin è stata trasmessa in anteprima nel Regno Unito dalla BBC One tra il 22 luglio 1979 e il 23 settembre 1979.
| nº | Titolo originale   | Titolo italiano | Prima TV UK       | Prima TV Italia |
| -- | ------------------ | --------------- | ----------------- | --------------- |
| 1  | Liverpool Bound    |                 | 22 luglio 1979    |                 |
| 2  | The Homecoming     |                 | 29 luglio 1979    |                 |
| 3  | The Paddy Westers  |                 | 5 agosto 1979     |                 |
| 4  | Dirty Cargo        |                 | 12 agosto 1979    |                 |
| 5  | To Honour and Obey |                 | 19 agosto 1979    |                 |
| 6  | Running Free       |                 | 26 agosto 1979    |                 |
| 7  | The Suitor         |                 | 2 settembre 1979  |                 |
| 8  | Storm Clouds       |                 | 9 settembre 1979  |                 |
| 9  | Outward Bound      |                 | 16 settembre 1979 |                 |
| 10 | Homeward Bound     |                 | 23 settembre 1979 |                 |